# Androsterone
L'androsterone (ADT) è un ormone steroide con debole attività androgenica.
Si forma nel fegato dal metabolismo del testosterone. È stato isolato per la prima volta nel 1931, da Adolf Friedrich Johann Butenandt e Kurt Tscherning. Furono distillati più di 17000 litri di urina maschile, da cui si ottennero circa 50 milligrammi di androsterone cristallino, che fu sufficiente a riscontrare che la formula era piuttosto simile a quella dell'estrone.
L'androsterone può anche fungere da feromone.